# 조우하라 존스
조우하라 존스(Jowharah Jones, 1982년 1월 1일 ~ )는 미국의 배우, 연극 배우, 텔레비전 배우, 영화배우이다.
필라델피아에서 태어났다.

## 영화
- 이탈리안 마피아 (2017년)
- 쟁키 프로모터 (2009년)
- 어글리 베티 (2006년)